# Liza Pastor
Pour les articles homonymes, voir Pastor.
Liza Pastor est une chanteuse française née le 8 février 1985 à Montpellier.

## Biographie
Liza Pastor suit des cours de danse à partir de six ans, elle découvre la musique à l'âge de huit ans en intégrant une chorale de sa région et apprend le solfège pendant quatre ans. Elle s'essaie à plusieurs concours de chant dès l’âge de dix ans. Lors d'une compétition de chant dans le sud, elle apprend que de jeunes interprètes sont auditionnés pour Les Demoiselles de Rochefort et Belles belles belles, deux futures comédies musicales.
À 18 ans, elle décroche l'un des trois rôles principaux de Belles belles belles et signe un contrat en mars 2003. Après avoir passé un baccalauréat ES en juin 2003, elle s'installe à Paris,.
Le spectacle musical se joue à l'Olympia durant 2 mois,. Première comédie musicale juke-box française, celle-ci est consacrée à Claude François. De ce spectacle, sort en single le titre J'attendrai par Les filles, c'est-à-dire Aurélie Konaté, Joy Esther et Liza Pastor. J'attendrai atteint la 15e place des classements français et belge ainsi que la 65e place du classement suisse des meilleures ventes. Les filles interprètent le 2e single Comme d'habitude paru le 27 janvier 2004. Il se classe no 10 (tip) en Belgique francophone et no 50 en France. Distribué par Universal Music, un album en est extrait. TF1 Vidéo édite un DVD.
À la suite de cette expérience, la chanteuse signe pour un album chez AZ Universal avec Gérard Louvin, avec qui elle est dorénavant sous contrat. Elle travaille pendant deux ans avec différents auteurs et compositeurs. Incohérent, le projet d'album n'aboutit pas. En 2006, elle sort le single Nos instants de liberté en duo avec Amaury Vassili, production Gérard Louvin et AZ Universal. Elle participe l'année suivante au jeu télévisé Fort Boyard. En 2007 et 2008, l’interprète joue dans le cabaret parisien Don Camilo, un duo guitare voix qu'elle partage avec Alexandre Balduzzi.
Elle réussit les auditions pour jouer le rôle principal féminin de Sandy dans Grease qui devait être mis en scène par Jean-Luc Revol. La production est alors reprise par Serge Tapierman et une nouvelle équipe qui relègue Liza Pastor au poste de doublure de Sandy.
En 2009, la chanteuse montpelliéraine joue le rôle de Sheila dans la comédie musicale Hair du 20 janvier au 24 avril au théâtre du Trianon à Paris. Elle est d'ailleurs l'une des nominés pour « meilleure interprétation dans un second rôle » lors des Marius 2009.
Elle joue Luisa, le rôle principal féminin, dans le spectacle Zorro, le musical de novembre 2009 à juin 2010 aux Folies Bergère. Un album est édité par Polydor.
En 2012, l’interprète tient le rôle de Lilith dans Adam et Ève : La Seconde Chance de Pascal Obispo. Malgré un succès au Palais des sports de Paris pendant trois mois, la tournée qui devait débuter en septembre 2012 est annulée, faute de moyens. Distribués par Polydor, un album et un DVD en sont extraits. Elle interprète en 2014 le rôle principal dans le court-métrage Outcast de Julie Rohart. D'autres chanteurs et comédiens comme Alexis Loizon et Fabian Richard font partie de la distribution. En 2015, elle est sélectionnée pour jouer le rôle de Milady dans Les Trois Mousquetaires. Elle suit les ateliers et enregistre en studio,. En mars 2015, Emji remporte la onzième édition de la Nouvelle Star. Elle est préférée à Liza Pastor et annonce en octobre via son compte Twitter que le rôle lui est dévolu.

## Discographie
- 2003 : J'attendrai (single avec Joy Esther et Aurélie Konaté, de Belles belles belles)
- 2003 : Belles belles belles (album et DVD par la troupe de Belles belles belles)
- 2004 : Comme d'habitude (single avec Joy Esther et Aurélie Konaté)
- 2005 : Insensible (single)
- 2006 : Nos instants de liberté (single en duo avec Amaury Vassili)
- 2009 : Zorro le musical (album)
- 2012 : Adam et Ève : La Seconde Chance (album et DVD)